# El Dividive (Venezuela)
Pour les articles homonymes, voir El Dividive.
El Dividive est une ville de l'État de Trujillo au Venezuela, capitale de la paroisse civile d'El Dividive et chef-lieu de la municipalité de Miranda.